# La barraca (película)
La barraca es una película mexicana dirigida por Roberto Gavaldón en 1945 y basada en la novela homónima de Vicente Blasco Ibáñez.

## Sinopsis
La película narra las peripecias de una familia campesina española de finales del siglo XIX para sacar adelante su trabajo con la oposición y el odio del resto de los habitantes de la aldea.

## Comentarios
Este filme ocupa el lugar 36 dentro de la lista de las 100 mejores películas del cine mexicano, según la opinión de 25 críticos y especialistas del cine en México, publicada por la revista Somos, en julio de 1994.